# Štvrtok na Ostrove
Štvrtok na Ostrove (historicky slov. Štvrtok, maď. na Slovensku Csallóközcsütörtök, maď. v Maďarsku Csütörtök, něm. Loipersdorf, Leopoldsdorf i Donnersmarkt) je obec na Slovensku v okrese Dunajská Streda. Obec má zemědělský charakter. V obci se nachází mateřská škola, základní škola s maďarským a slovenským vyučovacím jazykem. Občanská vybavenost je velmi dobrá. Kromě různých obchodů a služeb se zde nacházejí i pohostinství, zdravotní středisko či průmyslové areály.

## Poloha
Obec leží v Podunajské nížině v západní části Žitného ostrova. Nachází se 22 km jihovýchodně od Bratislavy, 23 km severozápadně od Dunajské Stredy, 11 km severně od Šamorína a 18 km jižně od Sence. Sousedí s obcemi Čakany, Hubice, Lehnice, Mierovo, Hviezdoslavov, Miloslavov, Most pri Bratislave a Tomášov. Přes obec prochází silnice II/572.

## Historie
První písemná zmínka o obci pochází z období panování Ondřeje II. V roce 1217 král potvrzuje pro Szentgyörgyiovce z rodu Hunt-Pázmány vlastnická práva obce, dále tržní právo pro obec a také přisuzuje část z mýtných příjmů pro comesa Sebesa, potomka uvedeného rodu. Dokumenty z těchto období obec uvádějí jako Cheturtuc, Cheturtuckheil, Chetertekhel, později jako Oppidum Chetertek, na základě čehož je možné usoudit, že obec v dřívějším období měla jiný název, který však byl zapomenut a nový název vznikl na základě udělení tržního práva na čtvrtek, místo původní neděle. Německý název obce - Villa Liupoldi, Leopoldsdorf - se objevil v dokumentech až v 15. století.
V letech 1938 až 1945 byla obec přičleněna (v důsledku první vídeňské arbitráže) k Maďarsku.

## Pamětihodnosti
- Římskokatolický kostel sv. Jakuba staršího, dvoulodní původně pozdně románská stavba s polygonálním ukončením presbytáře a dvěma představenými věžemi, z 30. až 40. let 13. století. První písemná zmínka o kostele je z roku 1333. Na přelomu 13. a 14. století kostel prošel rozsáhlou gotickou přestavbou, kdy byl plochý strop nahrazen klenbou se dvěma středními pilíři. Jižní loď byla ke kostelu přistavěna v první polovině 15. století. Ještě v 15. století byla jižní loď kvůli statickým poruchám zbourána a byla vybudována severní loď. Gotická klenba lodi byla nahrazena renesanční. Od 16. století do poloviny 17. století patřil kostel reformovaným věřícím. V roce 1590 byl poškozen zemětřesením, při kterém se zřítila severní věž a následně musela být vybudována nově. V baroku vznikly (později odstraněné) zděné síně před jižním i severním vstupem. Obnova kostela byla realizována v letech 2014–2017. Z architektonických prvků se dochoval hodnotný západní románský ústupkový portál s tympanonem s motivem trojlístku. Jižní portál je gotický s vročením 1485. Románská družená okna jsou na jižní věži, další štěrbinová okna jsou zazděna v obvodových zdech lodi. Na jihovýchodním nároží je dochována kamenná konzola ve tvaru zvířecí hlavy. Podvěží jižní věže je zaklenuto renesanční klenbou s florální výmalbou. Zařízení kostela je neogotické, kromě gotické křtitelnice. Na severní zdi presbytáře se nachází hodnotný renesanční epitaf Michala Méreiho a jeho manželky z roku 1572 z červeného mramoru. Fasády kostela jsou členěny opěrnými pilíři a okny ukončenými lomeným obloukem se šambránami. Okna presbytáře jsou gotická s kružbami. Věže jsou ukončeny zděnými jehlancovými helmicemi s nárožními vížkami.[4]
- Socha sv. Floriána z roku 1893.
- Trojičný sloup, kamenné sousoší z roku 1900.
- Pomník padlým během 1. a 2. světové války.

## Partnerské obce
- Balatonederics, Maďarsko
- Gyömrő, Maďarsko
- Máriakálnok, Maďarsko
- Csíkkozmás, Rumunsko

Zdroj: Oficiální web obce.